# Казе Сардина (Пиза)
Казе Сардина је насеље у Италији у округу Пиза, региону Тоскана.
Према процени из 2011. у насељу је живело 417 становника. Насеље се налази на надморској висини од 12 м.